# Pustomyty (obwód wołyński)
Pustomyty (ukr. Пустомити) – wieś na Ukrainie w rejonie łuckim obwodu wołyńskiego.
Do 2020 w rejonie horochowskim. 

## II Rzeczpospolita
Wieś Pustomyty w gminie Świniuchy (powiat horochowski), w woj. wołyńskim.